# Le Meufisme
Le Meufisme est une chaine YouTube et une web-série française diffusée sur YouTube depuis janvier 2014. Les fondatrices, Sophie Garric et Camille Ghanassia, la conçoivent d'abord comme féminine avant de la positionner comme féministe, avec un angle humoristique.

## Description
Le Meufisme est une web-série en épisodes et elle comporte plusieurs saisons. La chaîne met en scène, avec humour, une femme ordinaire dans la trentaine, Jolene, et sa vie quotidienne où elle affronte les préjugés et comportements sexistes, ainsi que « l'amour, la fécondité, l'homosexualité mais aussi le harcèlement de rue ». Le Meufisme « mêle situations abracadabrantes, punchlines, des “putain !” » ; chaque épisode se clôt sur « Ta gueule, connard ! ».
Sophie Garric et Camille Ghanassia ont fondé la chaîne YouTube pour aborder « avec humour et de manière décomplexée des sujets tabous : les premiers dates avec un mec, la culture du viol, l’alcool, les ex, le maquillage, le sexe… ». D'abord féminine, la série prend un tour féministe,. Sur une idée originale de Sophie Garric, qui écrit, dialogue, réalise et interprète le personnage principal de Jolene, une meuf lambda qui a bien du mal à expliquer son quotidien à son compagnon Joey Hercule, dit Doudou, interprété par Thibault Gonzales. Les créatrices sont « souvent comparées à Lena Dunham ». La maison de production est Rose Mécanique Productions.

## Histoire
Camille Ghanassia et Sophie Garric se rencontrent en 2009 dans un cours de théâtre. Pour les deux artistes, « YouTube n’a jamais été un aboutissement, mais bel et bien un tremplin ». L'idée de la web-série prend forme en 2013.
Le premier épisode de la série, « Le FMI d'la Meuf », est publié en janvier 2014. Visionné 10 000 fois la première semaine, il est cependant mal accueilli par certaines féministes,. Au Web Program Festival de La Rochelle, la série est récompensée par le « prix de la meilleure web série humoristique ». En juin 2015, la chaîne compte 70 000 abonnés et chaque épisode cumule 300 000 vues. Au fil du temps, les deux créatrices sont confrontées régulièrement au cyberharcèlement sexiste et elles sont victimes de menaces.
L'équipe, qui à l'origine comprend quatre personnes, reçoit un financement de Canal + pour 12 épisodes de la saison 2 ; en mai 2017, l'équipe comprend 25 personnes ; Le Meufisme cumule 26 millions de vues et plus de 220 000 abonnés ; l'audience compte 40% d'hommes. En février 2016, les créatrices lancent la troisième saison, toujours soutenues par Canal + où apparaissent d'autres personnalités comme la YouTubeuse Natoo, Élodie Frégé et Marie-Anne Chazel. À partir du printemps 2016, les deux créatrices interrompent leur production sur YouTube afin de se consacrer aux projets d'adapter Le Meufisme au cinéma et d'écrire un livre retraçant leur expérience. En 2018, pour la journée internationale de lutte pour les droits de femmes, Julie Bargeton et Sophie Garric parodient la chanson « Basique » d'Orelsan pour dénoncer le sexisme et le harcèlement sexuel,.

### Documentation
- Emilie Poyard, « Le Meufisme : rencontre avec des youtubeuses qui dézinguent les clichés », sur Elle.